# Selenogyrus brunneus
Selenogyrus brunneus là một loài nhện trong họ Theraphosidae.
Loài này thuộc chi Selenogyrus. Selenogyrus brunneus được Embrik Strand miêu tả năm 1907.